# مقترحات بارجة من الفئة إتش
كانت الفئة H عبارة عن سلسلة من تصميمات البوارج لبحرية لألمانيا النازية كريغسمارينه، والتي كانت تهدف إلى تلبية متطلبات الخطة زد في أواخر الثلاثينيات وأوائل الأربعينيات. النموذج الأول ، "H-39"، دعا إلى بناء ست سفن، بشكل أساسيكسفن فئة بسمارك الموسعة حيث تكون مزودة بمدافع من عيار 40.6 سنتيمتر (16.0 بوصة) ومحركات تستخدم الديزل. قام تصميم "H-41" بتحسين السفينة "H-39" مع مدافع رئيسية أكبر، ثمانية مدافع 42 سنتيمتر (16.5 بوصة)، والدروع المقواة. اختتم مكتب البناء في أوبركماندو دير مارينه ( OKM ) عملهم بتصميم "H-41"، ولم يشتمل على خطط لاحقة. قام اثنان منهم، "H-42" و"H-43"، بزيادة البطارية الرئيسية مرة أخرى، بمدافع 48 سنتيمتر (18.9 بوصة)، وأدى التصميم "H-44" في النهاية لوضع مدافع 50.8 سنتيمتر (20.0 بوصة). تراوحت أحجام السفن من "H-39"، التي كانت بطول 277.8 متر (911 قدم 5 بوصة) وإزاحة تقدر 56,444 طن متري (55,553 طن كبير)، إلى "H-44"، بطول 345 متر (1,131 قدم 11 بوصة) بنزوح 131,000 طن متري (129,000 طن كبير). معظم التصميمات لها سرعة قصوى مقترحة تزيد عن 30 عقدة (56 كم/س) .
بسبب اندلاع الحرب العالمية الثانية في سبتمبر 1939، لم يتم الانتهاء من أي من السفن؛ تم وضع أول سفينتين فقط من سفن "H-39". ما هو العمل الذي تم إيقافه؟ بقي الفولاذ المجمع على الممر حتى نوفمبر 1941، عندما أمرت أوبركماندو دير مارينه بإرسالها للخردة واستخدامه لأغراض أخرى. تم منح عقود للسفن الأربع الأخرى من طراز "H-39"، ولكن لم يبدأ أي عمل في أي منها قبل إلغائها. لم تصل أي من التصاميم اللاحقة أبعد من مراحل التخطيط.

## تصميمات
| التصميم  | H-39                                                           | H-41                                                           | H-42                                                           | H-43                                                           | H-44                                                           |
| -------- | -------------------------------------------------------------- | -------------------------------------------------------------- | -------------------------------------------------------------- | -------------------------------------------------------------- | -------------------------------------------------------------- |
| الإزاحة  | 56,444 طن متري (55,553 طن كبير)                                | 68,800 طن متري (67,700 طن كبير)                                | 90,000 طن متري (89,000 طن كبير)                                | 111,000 طن متري (109,000 طن كبير)                              | 131,000 طن متري (129,000 طن كبير)                              |
| الطول    | 277.8 متر (911 قدم 5 بوصة)                                     | 282 متر (925 قدم 2 بوصة)                                       | 305 متر (1,000 قدم 8 بوصة)                                     | 330 متر (1,082 قدم 8 بوصة)                                     | 345 متر (1,131 قدم 11 بوصة)                                    |
| الحزم    | 37 متر (121 قدم 5 بوصة)                                        | 39 متر (127 قدم 11 بوصة)                                       | 42.8 متر (140 قدم 5 بوصة)                                      | 48 متر (157 قدم 6 بوصة)                                        | 51.5 متر (169 قدم 0 بوصة)                                      |
| مشروع    | 10 متر (32 قدم 10 بوصة)                                        | 11.1 متر (36 قدم 5 بوصة)                                       | 11.8 متر (38 قدم 9 بوصة)                                       | 12 متر (39 قدم 4 بوصة)                                         | 12.7 متر (41 قدم 8 بوصة)                                       |
| الأساسية | 8 × 40.6 سنتيمتر (16.0 بوصة)                                   | 8 × 42 سنتيمتر (16.5 بوصة)                                     | 8 × 48 سنتيمتر (18.9 بوصة)                                     | 8 × 48 سنتيمتر (18.9 بوصة)                                     | 8 × 50.8 سنتيمتر (20.0 بوصة)                                   |
| ثانوي    | 12 × 15 سنتيمتر (5.9 بوصة) و 16 × 10.5 سنتيمتر (4.1 بوصة)      | 12 × 15 سنتيمتر (5.9 بوصة) و 16 × 10.5 سنتيمتر (4.1 بوصة)      | 12 × 15 سنتيمتر (5.9 بوصة) و 16 × 10.5 سنتيمتر (4.1 بوصة)      | 12 × 15 سنتيمتر (5.9 بوصة) و 16 × 10.5 سنتيمتر (4.1 بوصة)      | 12 × 15 سنتيمتر (5.9 بوصة) و 16 × 10.5 سنتيمتر (4.1 بوصة)      |
| AA       | 16 × 3.7 سنتيمتر (1.5 بوصة) </br> و 12 × 2 سنتيمتر (0.79 بوصة) | 32 × 3.7 سنتيمتر (1.5 بوصة) </br> و 12 × 2 سنتيمتر (0.79 بوصة) | 28 × 3.7 سنتيمتر (1.5 بوصة) </br> و 40 × 2 سنتيمتر (0.79 بوصة) | 28 × 3.7 سنتيمتر (1.5 بوصة) </br> و 40 × 2 سنتيمتر (0.79 بوصة) | 28 × 3.7 سنتيمتر (1.5 بوصة) </br> و 40 × 2 سنتيمتر (0.79 بوصة) |
| طوربيدات | 6 × 53.3 سنتيمتر (21.0 بوصة)                                   | 6 × 53.3 سنتيمتر (21.0 بوصة)                                   | 6 × 53.3 سنتيمتر (21.0 بوصة)                                   | 6 × 53.3 سنتيمتر (21.0 بوصة)                                   | 6 × 53.3 سنتيمتر (21.0 بوصة)                                   |